# Gottfried Keller
Gottfried Keller (n. 19 iulie 1819, Zürich, cantonul Zürich, Elveția – d. 15 iulie 1890, Zürich, cantonul Zürich, Elveția) a fost un scriitor elvețian de limbă germană.
Opera sa se remarcă printr-un realism viguros și este străbătută de accente de umanitarism și responsabilitate civică, zugrăvind cu vervă existența umană, într-o gamă complexă de sentimente și situații, de la tragismul pur la bucuria senzorială, exaltată a vieții.
Mai sunt prezente umorul și compasiunea, dar și autenticitatea observației, jocul fanteziei și plasticitatea evocării.

## Scrieri
- 1846: Poezii („Gedichte”)
- 1854/1879: Heinrich cel Verde („Der grüne Heinrich”)
- 1856: Oamenii din Seldwyla („Leute von Seldwyla”)
- 1872: Șapte legende („Sieben Legenden”)
- 1874: Haina face pe om („Kleider machen Leute”)[17]
- 1876: Romeo și Julieta la țară („Romeo und Julia auf dem Dorfe”)
- 1878: Nuvele din Zürich („Züricher Novellen”)